# Lasiobolidium
Lasiobolidium är ett släkte av svampar. Lasiobolidium ingår i familjen Pyronemataceae, ordningen skålsvampar, klassen Pezizomycetes, divisionen sporsäcksvampar och riket svampar.